# Sywell
Sywell es un pueblo y una parroquia civil del distrito de Wellingborough, en el condado de Northamptonshire (Inglaterra).

## Demografía
Según el censo de 2001, Sywell tenía 811 habitantes (401 varones y 410 mujeres). 105 de ellos (12,95%) eran menores de 16 años, 632 (77,93%) tenían entre 16 y 74, y 74 (9,12%) eran mayores de 74. La media de edad era de 46,36 años. De los 706 habitantes de 16 o más años, 132 (18,7%) estaban solteros, 467 (66,15%) casados, y 107 (15,15%) divorciados o viudos. 396 habitantes eran económicamente activos, 385 de ellos (97,22) empleados y otros 11 (2,78%) desempleados. Había 6 hogares sin ocupar y 362 con residentes.
| 199                         | 210 | 265 | 216 | 211 | 218 | - | - | 236 | 232 | 188 | 158 | 136 | 185 | - | 383 | 556 |
| (Fuente: Vision of Britain) |     |     |     |     |     |   |   |     |     |     |     |     |     |   |     |     |